# Okres Augustov
Okres Augustov (Augustów; polsky Powiat augustowski) je okres v polském Podleském vojvodství u hranic s Běloruskem. Rozlohu má 1658,27 km² a v roce 2019 zde žilo 58 068 obyvatel. Sídlem správy okresu je město Augustov.

## Gminy
Městská:
- Augustov

Městsko-vesnická:
- Lipsk

Vesnické:
- Augustov
- Bargłów Kościelny
- Nowinka
- Płaska
- Sztabin

## Města
- Augustov
- Lipsk

## Národní parky
- Biebrzanský národní park
- Wigerský národní park